# تشلان سفلي
تشلان سفلي هي قرية في مقاطعة مراغة، إيران. عدد سكان هذه القرية هو 697 في سنة 2006.